# Guardia Civil
Guardia Civil (Civilgarde) lokalt kendt som Benemérita, er en spansk paramilitær politienhed, som blev grundlagt i 1844.
Enheden kan sammenlignes med det franske Gendarmerie nationale og det italienske Carabinieri.

## Hovedopgaver
Guardia Civils opgaver omfatter blandt andet:
- Beskyttelse af kongehuset
- Bomberydning
- Grænsebevogtning
- Kriminalefterforskning
- Kyst- og havnebevogtning
- Narkobekæmpelse
- Personbeskyttelse
- Skattepoliti-opgaver
- Terrorbekæmpelse
- Trafikkontrol

samt andre politimæssige opgaver.